# Sweltsa adamantea
Sweltsa adamantea är en bäcksländeart som beskrevs av Surdick 1995. Sweltsa adamantea ingår i släktet Sweltsa och familjen blekbäcksländor. Inga underarter finns listade i Catalogue of Life.